# 金東赫
金東赫（藝名：DK，1997年1月3日—），為韓國YG娛樂旗下6人流行音樂男子團體iKON成員，在隊內擔任副唱，主領舞及形象擔當，擅長樂器為吉他、鋼琴及爵士鼓。曾於JYP第九屆公開選秀舞蹈部門中取得第一名，2012年，於YG娛樂選拔中成功當選為練習生，後經歷生存節目WIN及MIX & MATCH最終成為iKON成員。本以本名活動，2017年5月起以藝名DK開始活動。

## 經歷

### 2015年以前
小學六年級有了成為歌手的夢想，受到父母反對，與父母立下賭約：「如果去參加選秀大會拿到第一名就允許去做，但如果拿不到第一名就得放棄夢想」，因此參加JYP第9期選秀拿到舞蹈第一名。
2012年11月5日，進入YG娛樂作為練習生。是iKON組合裡倒數第二個加入YG娛樂練習的成員
2013年5月，出演YG娛樂生存節目《WIN》，與其他成員B.I、Bobby、金振煥、宋允亨、具俊會以TEAM B成員身份參與新男團選拔，最後輸給TEAM A, 未能以WINNER 名義出道。
2014年5月，《WIN：WHO IS NEXT》TEAM B成員六人再次參加YG娛樂 的出道生存淘汰賽<<MIX & MATCH>>，除了Team B原有六名成員B.I、Bobby、金振煥、宋允亨及金東赫外，再加入三位新加入的練習生鄭粲右(정찬우)、梁洪碩（양홍석）、鄭鎮馨（정진형）；該節目將選出七人成為出道團體iKON的成員，其中B.I、Bobby、金振煥等三人已確定為出道團體iKON的固定成員，剩下四個位置，共六名練習生，預計將淘汰兩位成員。
2014年11月6日，<<MIX & MATCH>>全球投票結果，DK在韓國、日本投票中獲得第二名，在中國獲得第三名，在評審團分數中獲得第2位，在觀眾投票中獲得了第3位，宣佈為第七位iKON確定成員。

### 2015年以iKON出道
2015年9月15日以YG娛樂旗下七人男子團體iKON出道，並發布iKON首張正規專輯《WELCOME BACK》及出道演唱會《SHOWTIME》。
2017年五月，YG娛樂於新單曲《New Kids：Begin》發行前之預告照中公布原本以本名活動之團員，包含金東赫新藝名為[DK]。
在《iKON 2018 CONTINUE TOUR》巡演期間，以狀元及第（韓語：장원급제）身份參演蒙面歌王與女參賽者高考滿分（韓語：수능만점）合唱野菊花 (組合)的經典名曲《每天和你》（韓語：매일 그대와），兩人的合唱和互相合音讓眾人聽得如癡如醉，來賓劉英錫點評倆人合唱像是在交往的情侶；尹尚認為：「高考滿分是個周到細致的人，即使知道對自己來說很勉強，在第一段歌曲唱低一個八度，然後讓大家在第二段中關注到自己，使用這樣的作戰方式，狀元及第被這樣的作戰方式完全打亂。」K.Will問參賽者狀元及第是不是感冒了，K.Will表示：「聲音沙啞很嚴重，原本歌聲很甜美、是迷住女心的聲音，因為迷住女心聲音的代表有成始璄，他的必殺技是頻繁地使用齒音，...(略)...這位幾乎都是這樣唱的，這說明一直有融化女心的準備。」狀元及第表示：「今天打了點滴後才來的。因為想做好《蒙面歌王》，做了很多準備，結果就感冒了。」在民眾評審團只有一票之差，加上藝人評審團後，以45比54，9票之差無緣晉級下一輪比賽，SOLO曲唱的是韓國歌手Eddy Kim的《你的使用方法》（韓語：너 사용법）。取下面具後為感冒而沒能展現最完美的舞台向觀眾致歉，並表示：「我非常期待出演《蒙面歌王》，因為我在隊內擔任主舞，所以在沒人知道是我的聲音情形下出演的話，大家會喜歡我嗎？會如何評價我的聲音呢？因為好奇，所以做了許多準備、也練習了很多。所以出演之後好像更緊張。」幕後採訪中表示：「在節目中很少有自己的聲音單獨出演的機會，能夠在蒙面歌王中展示感覺很榮光，所以才會更加緊張。」

## 音樂作品

### Featuring
| 發佈日期      | 歌曲名稱 | 合作歌手       | 專輯          |
| 2017年9月14日 | Secret   | BOBBY、凱蒂·金 | Love and Fall |

## 廣告代言
| 年份   | 產品         | 出演成員  |
| 2015年 | SMART校服    | iKON 全體 |
| 2015年 | NEPA運動品牌 | iKON 全體 |
| 2016年 | LG           | iKON 全體 |
| 2016年 | Pepsi        | iKON 全體 |

## 綜藝節目
團體出演  請參閱
| 日期                  | 節目名稱                          | 備註                                       |
| --------------------- | --------------------------------- | ------------------------------------------ |
| 2016年1月19日         | JTBC 《TwoYoo Project-Sugar Man》 | 與BOBBY、具俊會一同出演                    |
| 2017年6月25日、7月2日 | SBS《Fantastic Duo 2》            | 與金振煥、具俊會一同出演                   |
| 2018年5月20日         | SBS《稍微瘋狂點也好》             | 具俊會篇、Feat金東赫和經紀人與iKON其它成員 |
| 2018年9月4日          | tvN 《腦性時代：問題男子》        | 與金振煥、B.I一同出演                      |
| 2018年11月11日        | MBC 《神秘音樂秀：蒙面歌王》      | E117                                       |

## 外部連結
- 金東赫的Instagram帳戶